# Flussschwimmbad

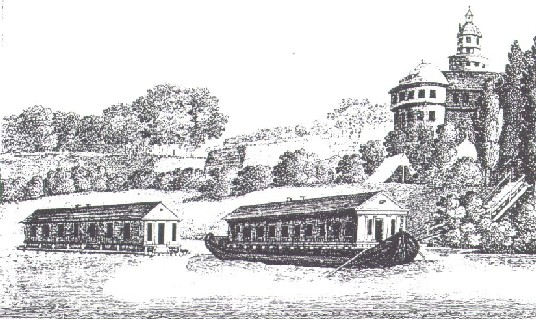
„Badeschiff Kohl“, Main, Frankfurt, 1800

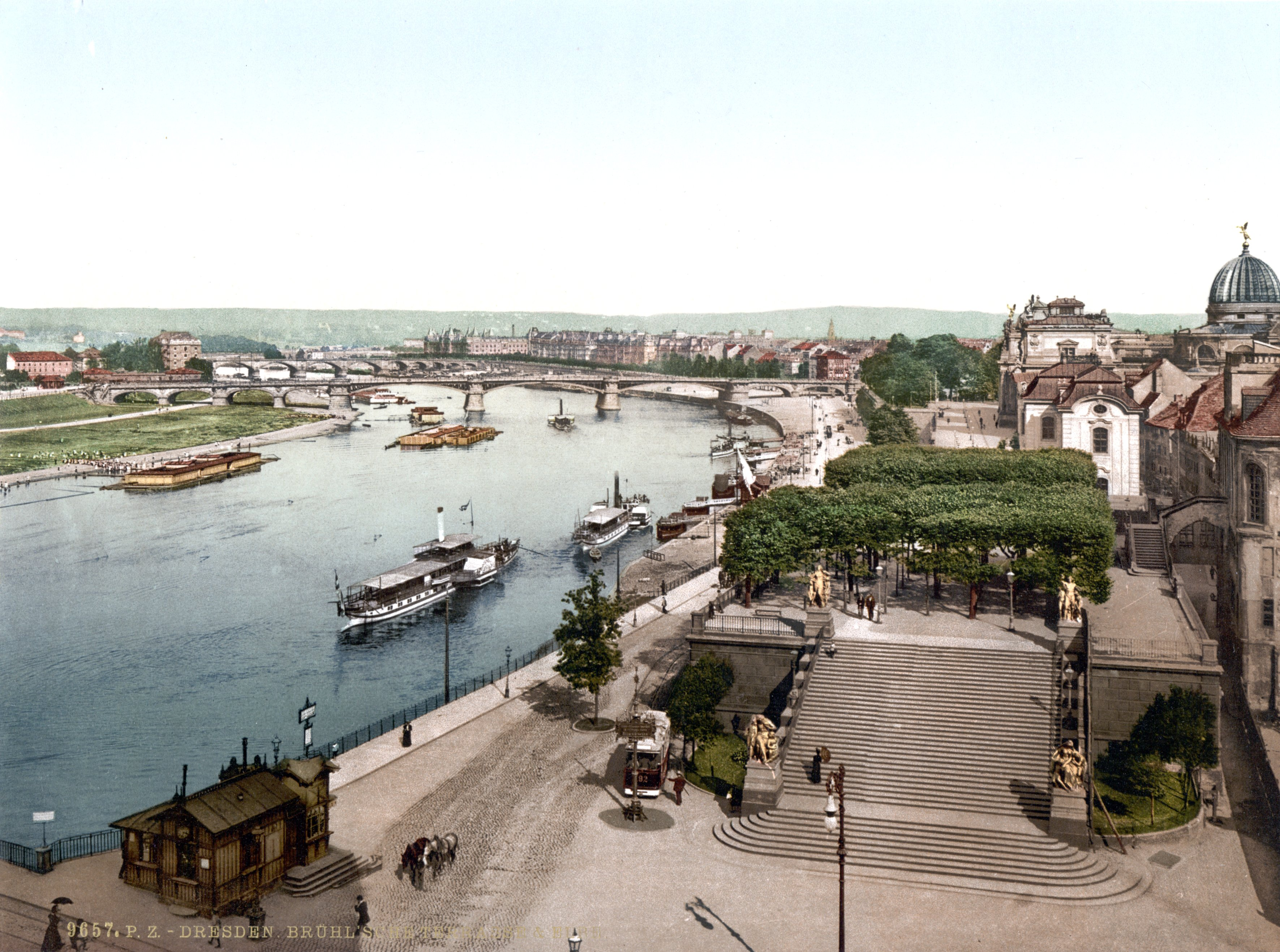
Flussschwimmbad in der Elbe (links im Bild), Dresden, um 1900

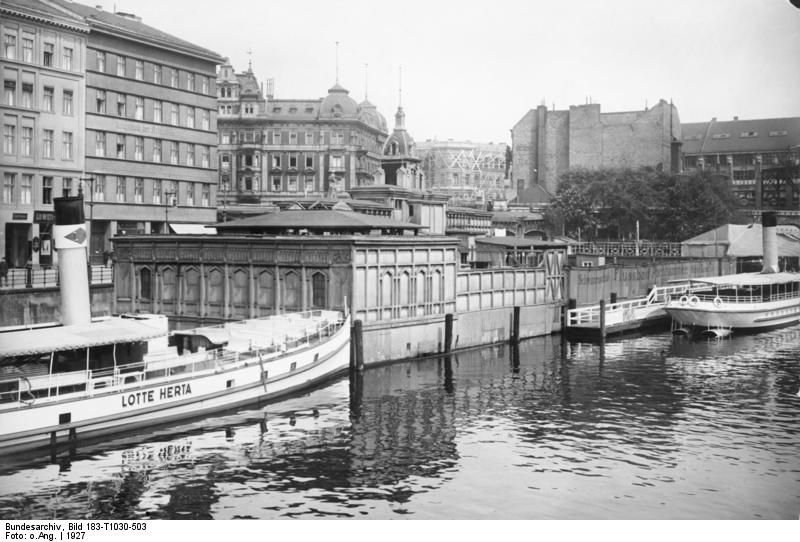
Flussbad Pochhammer, Berlin, 1927

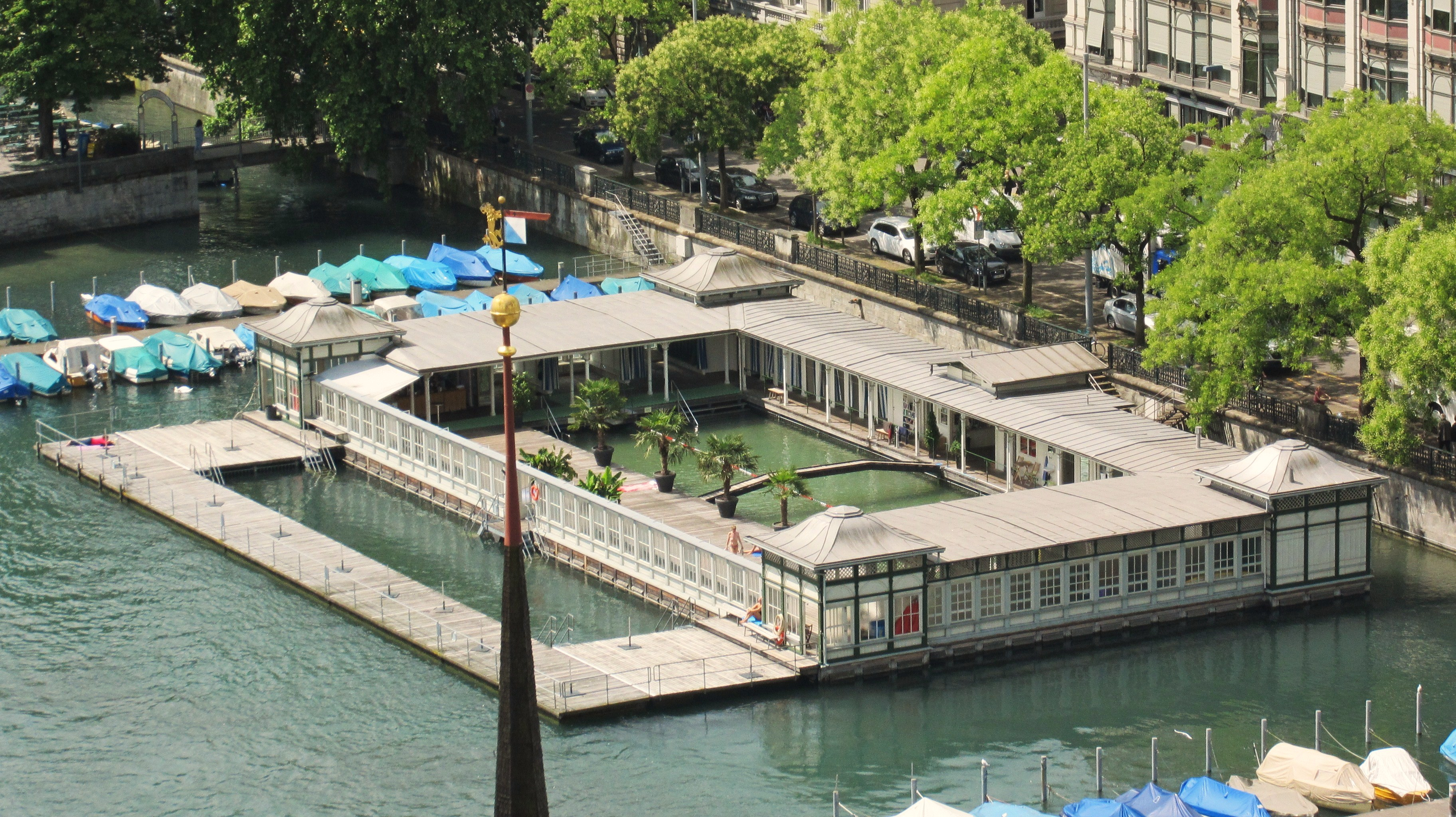
Frauenbad am Stadthausquai, Zürich, 2011

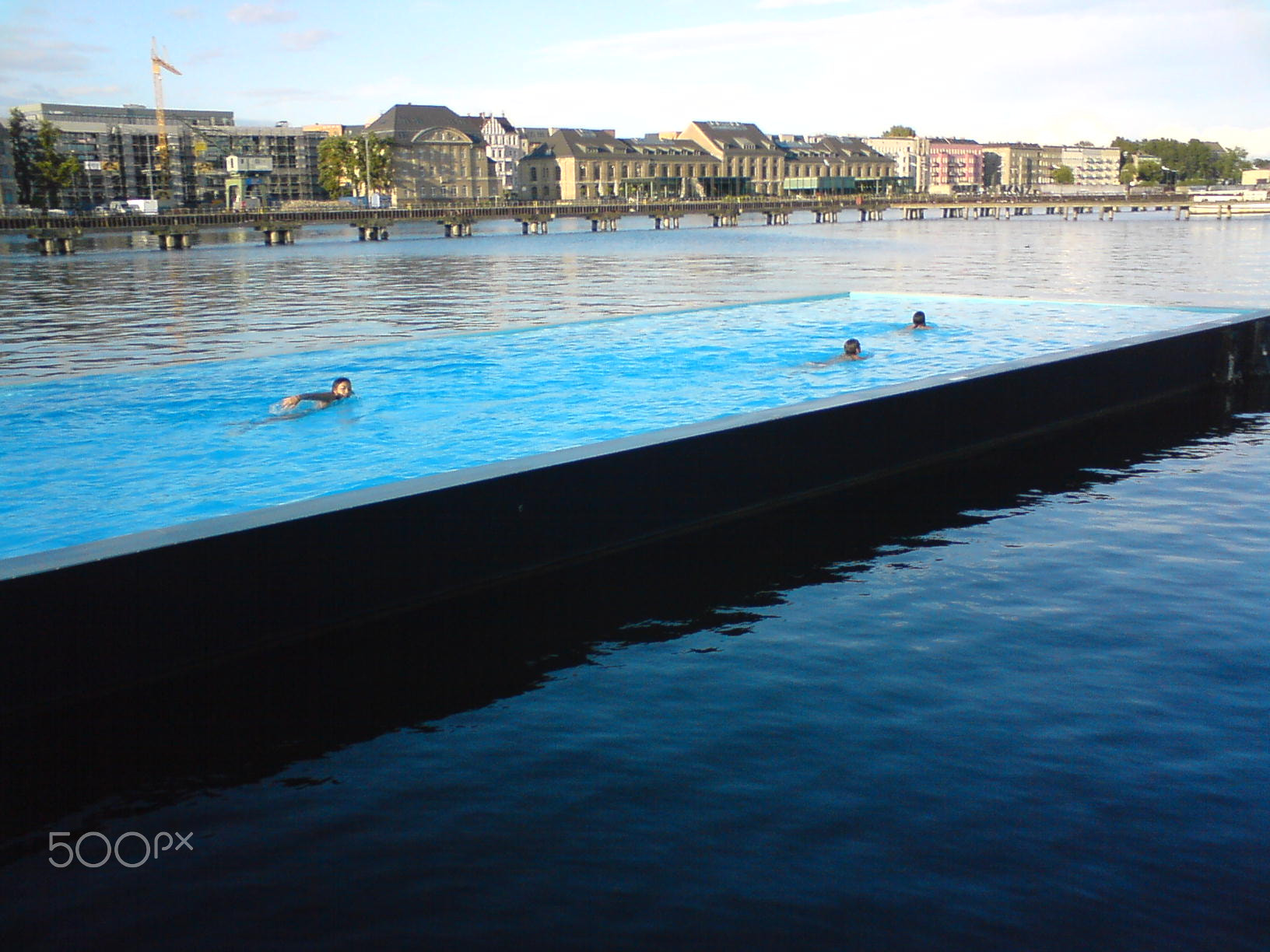
Spree, Berlin, 2008

Ein Flussschwimmbad oder ein Flussbad, in der Schweiz auch Kastenbad genannt, ist ein Schwimmbad, dessen Wasserfläche sich in einem Fließgewässer befindet. Dabei kann es sich entweder um einen abgetrennten Bereich des Flusses oder ein mit Wasser gefülltes, schwimmendes Bassin innerhalb des Flusses handeln, auch in Form eines so genannten Badeschiffes.

## Geschichte
Galt noch im 17. Jahrhundert das Baden als gefährlich, wurde die Badekultur im 18. Jahrhundert im Zeitalter der Aufklärung immer populärer, auf Grund der positiven Auswirkungen auf die Gesundheit durch die Reinigung und die sportliche Betätigung. Um eine Alternative zur Badekur in Seebädern und Kurorten zu schaffen, wurden am Rande von Flüssen und Seen hölzerne Absperrungen oder Buden errichtet. Diese schwammen meist frei auf dem Wasser und waren über Stege zu erreichen. Schwimmen und Baden fand zunehmend Eingang in das öffentliche Bewusstsein und neben Kureinrichtungen entstanden auch Schwimmschulen. Diese wiesen in der Regel eine rechteckige offene Wasserfläche auf, die von einer umlaufenden schmalen Plattform umgeben war; in der Regel war sie zudem mit einem Sichtschutz umgeben. Häufig wurde sie durch Umkleidekabinen und eine Aufenthalts- und Liegefläche ergänzt.
Die erste europäische Flussbadeanstalt entstand 1760 in Paris. Die erste deutsche Badeanstalt wurde 1777 in Mannheim am Rhein gegründet. Es folgten unter anderem Wien 1781, Breslau 1783 und Hamburg 1792.
Anfang des 19. Jahrhunderts wurde auch bei Frauen das öffentliche Baden populär und viele der Flussbadeanstalten erhielten eine Abtrennung, so dass ein nach Geschlechtern getrenntes Baden und Schwimmen möglich war. Mit dem Wachstum der Städte stieg die Popularität der Flussbadeanstalten, und allein im damaligen Berlin (vor den Eingemeindungen zu Groß-Berlin) gab es fünfzehn private Bäder in der Spree. Vielerorts ist die Zunahme aber auch auf die Umwandlung sogenannter wilder Badestellen in geordnete und beaufsichtigte Badeanstalten zurückzuführen.
In Hamburg gab es mehrere populäre Badeschiffe. Das Flussbadeschiff in der Elbe erfreute sich besonderen Zulaufs.
Mit der Industrialisierung stieg gerade in den Städten die Verschmutzung der Flüsse stark an, so dass die Flussschwimmbäder nach und nach geschlossen wurden. Aus diesem Grund ist beispielsweise das Flussbaden in der Pariser Seine seit 1923 verboten. In Deutschland haben sich nur noch vereinzelt Flussbadeanstalten erhalten oder wurden zu einem vom Fluss getrennten Freibad umgebaut, so etwa das Brentanobad in Frankfurt am Main.

## Gegenwart
Seit den 1990er Jahren sind Flussschwimmbäder mit der steigenden Sauberkeit der Fließgewässer wieder häufiger anzutreffen. In der Schweiz gibt es mehrere Flussschwimmbäder, darunter das Marzilibad in Bern und das Frauenbad am Stadthausquai in Zürich. In Berlin setzt sich das Projekt Flussbad Berlin für die Realisierung eines Flussbades nahe der Berliner Museumsinsel ein. In Dessau wird unter anderem mithilfe der Deutschen Stiftung Denkmalschutz das ehemalige Flussbad Rehsumpf restauriert.

## Ausstellungen
- Swim City, Hrsg. Andreas Ruby. Ausstellung im Schweizerischen Architekturmuseum Basel, 25. Mai bis 29. September 2019, Christoph Merian Verlag, Basel 2019, ISBN 978-3-85616-889-6.[7][8][9]

### Beispiele
- Flussbad Berlin
- Städtisches Flußbad Lichtenberg
- Flussbad Rehsumpf (Dessau-Roßlau)
- Flussbäder in Dresden
- Flussbäder in Leipzig
- Flussbad Oberer Letten (Zürich)
- Flussbad Unterer Letten (Zürich)
- Schrödersche Badeanstalt in der Ihme (Hannover)